# Salon Comparaisons
Der Salon Comparaisons ist eine Ausstellungsreihe, die 1954 von 20 Künstlern unter Leitung von Andrée Bordeaux-Le Pecq in Paris gegründet worden war. Hauptanliegen dabei war, französische und ausländische Künstler zusammenzubringen und für die abstrakte und figurative Kunst eine Plattform zu schaffen. Zu sehen sind die Ausstellungen im Grand Palais (8. Arrondissement) in Paris. Als Devise galt dabei ein Zitat von Paul Valéry:

„Wir bereichern uns durch unsere gegenseitigen Unterschiede“

## Gründungsmitglieder
| - François Baboulet (1914–2010) - Andrée Bordeaux-Le Pecq (1910–1973) - Lilas Bug (1896–1955) - Henri Cadiou (1906–1889) - Rodolphe Caillaux (1904–1989) | - Georges Delplanque (1903–1999) - Daniel du Janerand (1919–1990) - Jean Feugereux (1923–1992) - Henri Goetz (1909–1989) - Pierre Guastalla (1891–1968) | - René Leleu (1911–1984) - Pierre Lelong (1908–1984) - Evelyn Marc (1915–1992) - Raoul Michau (1897–1981) - Joseph Rivière (1912–1961) | - André Sablé (1921–2013) - André Trèves (1904–1973) - Henry Valensi (1883–1960) - André Valesy - Antoniucci Volti (1915–1989) |

## Präsentierte Künstler (Auswahl)
| - Pierre Alechinsky (* 1927) - Arman (1928–2005) - Jean-Michel Atlan (1913–1960) - Michèle Battut (* 1946) - Maurice Boitel (1919–2007) - Bernard Buffet (1928–1999) - Jean Carzou (1907–2000) - Gaston Chaissac (1910–1964) - Christo (1935–2020) - Leonardo Cremonini (1925–2010) - Dado (1933–2010) - Salvador Dalí (1904–1989) - Olivier Debré (1920–1999) - Jean Degottex (1918–1988) - Max Ernst (1891–1976) - Alekos Fassianos (1935–2022) - Albert Féraud (1921–2008) - Leonor Fini (1907–1996) | - Günter Fruhtrunk (1923–1982) - Alexandre Garbell (1903–1970) - Édouard Goerg (1893–1969) - Emilio Grau Sala (1911–1975) - Raymond Hains (1926–2005) - Liselotte Schramm-Heckmann (1904–1995) - Sabine Hettner (1907–1985) - Isidore Isou (1925–2007) - Alexandre Istrati (1915–1991) - Yves Klein (1928–1962) - František Kupka (1871–1957) - Wifredo Lam (1902–1982) - André Lanskoy (1902–1976) - Robert Lapoujade (1921–1993) - André Lhote (1885–1962) - René Magritte (1898–1967) - André Masson (1896–1987) | - Georges Mathieu (1921–2012) - Roberto Matta (1911–2002) - Jean Messagier (1920–1999) - Jean Miotte (1926–2016) - François Morellet (1926–2016) - Aurélie Nemours (1910–2005) - Niki de Saint Phalle (1930–2002) - Oguiss (1901–1986) - Max Papart (1911–1994) - Serge Poliakoff (1900–1969) - Pablo Picasso (1881–1973) - Man Ray (1890–1976) - Martial Raysse (* 1936) - Paul Rebeyrolle (1926–2005) - Mimmo Rotella (1918–2006) - Werner Schramm (1898–1970) - Antonio Seguí (1934–2022) - Michel Seuphor (1901–1999) | - Jesús Rafael Soto (1923–2005) - Daniel Spoerri (1930–2024) - Léopold Survage (1879–1968) - Antoni Tàpies (1923–2012) - Jean Tinguely (1925–1991) - Maurice Utrillo (1883–1955) - Bram van Velde (1895–1981) - Kees van Dongen (1877–1968) - Victor Vasarely (1906–1997) - Vladimir Veličković (1935–2019) - Maria Helena Vieira da Silva (1908–1992) - Jacques de la Villeglé (1926–2022) - Jacques Villon (1875–1963) - Maurice Vlaminck (1876–1958) - Zao Wou-Ki (1920–2013) - Léon Zack (1892–1980) |